# 索莫什拜奇
索莫什拜奇（匈牙利語：Szamosbecs）是匈牙利索博尔奇-索特马尔-拜赖格州所辖的一个村。总面积6.71平方公里，总人口353，人口密度52.6人/平方公里（2011年1月1日）。